# Moji konji
 Moji konji  je novela Iva Brnčića, prvič objavljena v Ljubljanskem zvonu leta 1940.
Novela predstavlja vrh Brnčićevega proznega ustvarjanja. V njej se je otresel racionalističnega opisovanja in podajanja splošnih človeških občutij. Izognil se je razumsko nadzorovanemu opisovanju in se konjem čustveno tako približal, da je izginila ostra meja med človekom in živaljo. Ostalo je le enkratno sožitje med človekom in konjem.
Pripovedovalec se je prve dni konj bal, potem pa se jih je navadil in jih začel počasi spoznavati. Ko so se mu odkrile njihove najboljše lastnosti – bistrost, razumnost, vdanost in neverjetna dojemljivost – je občutil resnično srečo. Ob njih mu je bil tudi spomin na domače kraje in na ženo lažji. Njegova poetična pripoved je prestopila meje racionalnega nadziranja in se z obrobnimi razmišljanji zlila v skladno celoto. Moji konji so izpoved privrženosti vsemu lepemu, pristnemu in prvinskemu. Delo odlikuje moderna oblika, iskrenost, pa tudi dobrodušen humor in iskrivost.